# Israel Charles White

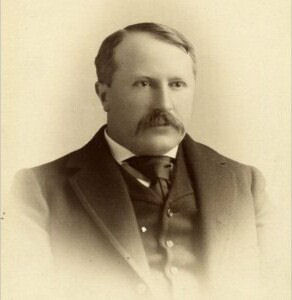
Israel Charles White

Israel Charles White (* 1. November 1848 in Monongalia County, West Virginia; † 24. November 1927 in Baltimore) war ein US-amerikanischer Geologe. Er war Staatsgeologe von West Virginia.
White wuchs auf einer Farm und in Morgantown (West Virginia) auf und studierte ab 1867 an der neu eröffneten West Virginia University mit dem Bachelor-Abschluss 1872 und an der Columbia School of Mines (Teil der heutigen Columbia University) mit dem Master-Abschluss 1875. Er war Assistenz-Geologe beim zweiten Geological Survey von Pennsylvania (1875 bis 1884). 1876 wurde er Professor für Geologie an der West Virginia University und 1880 wurde er an der University of Arkansas promoviert.  1884 bis 1888 war er auch Assistant Geologist beim US Geological Survey. 1892 gab er seinen Lehrstuhl auf um als Erdölgeologe für eine Ölgesellschaft zu arbeiten. 1897 wurde er der erste Staatsgeologe von West Virginia bei Schaffung des West Virginia Geological and Economic Survey, was er bis 1927 blieb. Daneben arbeitete er für als geologischer Berater für die Hope Natural Gas Company und die Baltimore and Ohio Railroad.
In West Virginia testete er erfolgreich die Theorie der Erdölanreicherung in Antiklinalen und insbesondere die Entdeckung des Mannington-Ölfelds 1889 trug zur Durchsetzung der Theorie in der Ölindustrie bei.
1904 bis 1906 unternahm er eine Aufnahme der Öl- und Kohlereserven für den brasilianischen Staat. Der 1908 veröffentlichte Report enthielt auch wichtige Fortschritte zum Verständnis der Geologie des Paraná-Beckens und führte zur Entdeckung von Fossilien von Mesosauriern aus dem Perm (Irati Formation) und Glossopteris-Fauna in Kohlevorkommen des Perm, wobei er Ähnlichkeiten zwischen Formationen des Perm in Brasilien und Südafrika (Karoo-Becken) fand, die eine Stütze der Kontinentalverschiebungstheorie wurden.
1920 war er Präsident der Geological Society of America.